# Poteet (Teksas)
Poteet je grad u američkoj saveznoj državi Teksas. Prema popisu stanovništva iz 2010. u njemu je živjelo 3.260 stanovnika.